# Das Geheimnis der Wale
Das Geheimnis der Wale ist ein zweiteiliger deutscher Fernsehfilm des Regisseurs Philipp Kadelbach aus dem Jahr 2010. Er wurde am 3. und 4. Januar 2010 im ZDF ausgestrahlt.

## Handlung
Anna Waldmann fliegt mit ihrer 14-jährigen Tochter Charlotte zu ihrem Vater nach Neuseeland. Der  Vater, Professor Johannes Waldmann, arbeitet als angesehener Walforscher an einem Gutachten, das von einer örtlichen Behörde in Auftrag gegeben wurde. Von der Aussage des Gutachtens hängt die Entscheidung ab, ob ein großer Gaskonzern vor der neuseeländischen Küste nach Gas suchen darf.
Als Annas Vater durch einen Bootsunfall ums Leben kommt, wird sie skeptisch und stellt gemeinsam mit Chris, der sich gegen den Konzern stellt, Nachforschungen an. Die beiden decken einen Umweltskandal auf.

## Hintergrund
Der Film wurde von Oktober 2008 bis Februar 2009 außer in Deutschland überwiegend in Neuseeland und Südafrika gedreht. Der erste Teil erreichte bei der Erstausstrahlung in Deutschland 6,83 Mio. Zuschauer (18,3 % Marktanteil), 6,41 Mio. Zuschauer und damit 18,0 % Marktanteil hatte der zweite Teil. Für die wissenschaftliche Beratung war der Meeresbiologie Karsten Brensing verantwortlich.

## Kritik
„Können Filme schöner sein? Ja, sie können. Wenn ihre Handlung nicht auf zwei Teile gestreckt wird, nur damit ein langatmiger Zweiteiler daraus wird. […] Das Geheimnis der Wale" ist ein Film für die Ferres, damit sie eben in allen Szenen seltsam dreinblickt, aber vor allem eins ist: im Bild. Das kann schon mal auf Kosten der Handlung gehen.“

„Engagiertes (Fernseh-)Drama um die Diskrepanz von Umweltschutz und Wirtschaftsinteressen, aufwändig inszeniert als unterhaltsamer Öko-Thriller mit Atmosphäre, wobei eine überzeugend durchdachte Geschichte fehlt, um dem Film Seele einzuhauchen.“